# Diaphoraspis compacta
Diaphoraspis compacta är en insektsart som beskrevs av Brimblecombe 1957. Diaphoraspis compacta ingår i släktet Diaphoraspis och familjen pansarsköldlöss. Inga underarter finns listade i Catalogue of Life.